# Plaid
En plaid er en type tæppe, der især anvendes til at holde kroppen varm både indendørs og udendørs, og mange restauranter og biografer stiller plaider til rådighed for besøgende. Plaider benyttes desuden til skovture, da de kan være gode at ligge på eller anrette sin mad på.
Ordet "plaid" er lånt via engelsk og stammer fra gælisk, hvor "plaide" betyder "tæppe".